# Hähnichen
Hähnichen (hornolužickosrbsky Wosečk) je obec v Horní Lužici v německé spolkové zemi Sasko. Nachází se v zemském okrese Zhořelec a má přibližně 1 200 obyvatel. Skládá se z částí Quolsdorf, Spree a Trebus. Místní kostel, přestavěný v letech 1708/09, je poprvé zmiňován v roce 1436.
Obec leží na železniční trati Zhořelec—Chotěbuz. Nejbližší dálnicí je dálnice A4, na kterou lze najet u dvacet kilometrů jižně ležícího Kodersdorfu.